# Miroslav Špak
Miroslav Špak (* 22. července 1934) je bývalý český silniční motocyklový závodník.

## Závodní kariéra
V místrovství Československa startoval v letech 1959-1969 a 1972-1974. Nejlépe skončil v roce 1966, kdy se stal mistrem Československa ve třídě do 250 cm³..

## Úspěchy
- Mistrovství Československa silničních motocyklů
  - 1959 do 350 cm³ – 8. místo
  - 1959 sidecary – 5. místo
  - 1960 do 175 cm³ – nebodoval
  - 1960 do 250 cm³ – nebodoval
  - 1960 do 350 cm³ – nebodoval
  - 1960 sidecary – 3. místo
  - 1961 do 350 cm³ – 14. místo
  - 1961 sidecary – 3. místo
  - 1962 do 350 cm³ – 17. místo
  - 1963 do 350 cm³ – 14. místo
  - 1964 do 350 cm³ – 11. místo
  - 1965 do 250 cm³ – 6. místo
  - 1965 do 350 cm³ – 8. místo
  - 1966 do 250 cm³ – 1. místo
  - 1966 do 350 cm³ – 8. místo
  - 1967 do 250 cm³ – 12. místo
  - 1967 do 350 cm³ – 10. místo
  - 1968 do 250 cm³ – 9. místo
  - 1968 do 350 cm³ – 6. místo
  - 1969 do 250 cm³ – 8. místo
  - 1969 do 350 cm³ – 6. místo
  - 1972 do 250 cm³ – 14. místo
  - 1972 do 350 cm³ – 8. místo
  - 1973 do 350 cm³ – 5. místo
  - 1974 do 350 cm³ – 6. místo
- 300 zatáček Gustava Havla
  - 1966 2. místo do 250 cm³
  - 1968 3. místo do 250 cm³